# Der Größte bin ich
Der Größte bin ich (Originaltitel: Lui è peggio di me) ist eine italienische Filmkomödie aus dem Jahr 1985 mit Adriano Celentano und Renato Pozzetto nebst Kelly van der Velden in den Hauptrollen.

## Handlung
Die in ihren Mittvierzigern angekommenen Junggesellen Leonardo und Luciano betreiben zusammen einen Oldtimer-Verleih, wohnen zusammen und verbringen auch ihre Freizeit miteinander, gerne in junger weiblicher Gesellschaft. Als der Draufgänger Leonardo eines Tages den als Hochzeitswagen vermieteten weißen Rolls-Royce an einem Gutshof vorfährt, um die junge Braut Giovanna abzuholen, küsst er sie spontan. Bei der Hochzeitsgesellschaft angekommen, rät er ihr davon ab, ihren Auserwählten zu ehelichen. Er fährt mit der Braut davon, vom Bräutigam auf einem Motorrad verfolgt, der verunglückt. Giovanna erwidert Leonardos starke Zuneigung und es entwickelt sich eine Liebesgeschichte, gegen die Luciano interveniert, indem er Giovanna gegenüber Leonardo in schlechtem Licht darstellt und Unwahrheiten erzählt. Jedoch bleibt dies letzten Endes erfolglos, Leonardo und Giovanna heiraten und Leonardo komplimentiert Luciano aus der Wohnung.

## Hintergrund
Der von der C. G. Silver Film S.r.l. produzierte Film erspielte in der Saison 1984/85 die achthöchsten Erträge in den italienischen Kinos. Er startete am 21. Februar 1985 in Italien und am 29. August 1985 in Westdeutschland. Der deutsche Kinofassung fehlen gegenüber der italienischen 25 Minuten, im DVD-Vergleich sind es 20 Minuten, ein Schicksal, das etliche Filme mit Adriano Celentano auf dem Weg nach Deutschland erlitten.

## Kritik
Das Lexikon des internationalen Films beurteilt den Film als „[d]ramaturgisch schwach, aber voller Gags und Wortkaskaden, leider oft an der Grenze des guten Geschmacks“.